# Quassia harmandiana
Quassia harmandiana là một loài thực vật có hoa trong họ Thanh thất. Loài này được (Pierre ex Laness.) Noot. miêu tả khoa học đầu tiên năm 1963.